# Фредрополь (гміна)
Гміна Фредрополь (пол. Gmina Fredropol) — сільська гміна у східній Польщі, на межі з Україною. Належить до Перемишльського повіту Підкарпатського воєводства.
Станом на 31 грудня 2011 у гміні проживало 5601 особа.

## Площа
Згідно з даними за 2007 рік площа гміни становила 159.68 км², у тому числі:
- орні землі: 41.00%
- ліси: 50.00%

Таким чином площа гміни становить 13.16% площі повіту.

## Населення
Станом на 31 грудня 2011:
| Опис     | Загалом | Загалом | Чоловіки | Чоловіки | Жінки | Жінки |
| -------- | ------- | ------- | -------- | -------- | ----- | ----- |
| одиниця  | осіб    | %       | осіб     | %        | осіб  | %     |
| все      | 5601    | 100     | 2835     | 50.62    | 2766  | 49.38 |
| міське   | 0       | 100     | 0        |          | 0     |       |
| сільське | 5601    | 100     | 2835     | 50.62    | 2766  | 49.38 |

## Населені пункти
- Аксманичі
- Даровичі
- Грушова (з Конюшою)
- Вугники
- Кальварія Пацлавська
- Клоковичі
- Княжичі
- Корманичі/Фредрополь
- Конюшки
- Куп'ятичі
- Макова (з Ліщинами, Сопітником і Папортною)
- Молодовичі
- Молодовичі Осада
- Нові Сади
- Новосілки Дидинські
- Пацлав
- Риботичі (з Бориславкою, Кописно і Посадою Риботицькою)
- Серакізці
- Сільці (Сілець)

## Сусідні гміни
Гміна Фредрополь межує з такими гмінами: Бірча, Красічин, Перемишль, Устрики-Долішні.